# Josep Guitart
Josep Guitart i Santasusana (Manresa, 1864 - 1935) fue un sacerdote, historiador, geólogo y científico, estudioso y divulgador.

## Biografía
Cursó estudios primarios en el colegio San Ignacio. Obtuvo el grado de Bachillerato en Reus en 1881 y ese mismo año ingresó en el Seminario de Vich. Cantó su primera misa en 1888. De vuelta a Manresa fue vicario de la Parroquia del Carmen y en 1925 fue nombrado canónigo de la Colegiata Basílica de Santa María.
Formó parte, con Antoni Esteve y Oleguer Miró, de la fundación del Centro Excursionista de la Comarca de Bages. En el seno de esta institución hizo estudios científicos de topografía, botánica, geología e historia. En el Primer Congreso Excursionista Catalán, celebrado en Lérida en el año 1911, presentó un detallado estudio titulado Bases para la delimitación de las Comarcas catalanas.
Su obra más extensa es la Biografía del Reverendo Fray Francesc Guitart i Riera, capuchino exclaustrado (1911).